# Windows Driver Model
Em computação, Windows Driver Model (WDM) — também conhecido como Win32 Driver Model — é um arcabouço para desenvolvimento de device drivers que foi introduzido com o Windows 98 e o Windows 2000 para substituir o VxD, que foi usado nas versões mais antigas de Windows, como Windows 95 e Windows 3.1, bem como o modelo do Windows NT.
É um padrão para a criação de drivers de dispositivos compatíveis com os sistemas operacionais Windows a partir da versão 98.

## Conceito
O WDM incorpora todas as rotinas repetidas por todos os dispositivos semelhantes ao Sistema Operacional (o que chamamos de driver de classe), deixando somente rotinas específicas no driver de dispositivo. Isso contribui para a minimização do tamanho do driver.

## Windows DDK
Conjunto de ferramentas utilizadas para o desenvolvimendo de drivers.